# Себудово
Себудово — деревня в Лотошинском районе Московской области России.
Относится к сельскому поселению Микулинское, до реформы 2006 года относилась к Введенскому сельскому округу.

## География
Расположена в западной части сельского поселения, примерно в 17 км к северо-западу от районного центра — посёлка городского типа Лотошино, у границы Московской и Тверской областей. Соседние населённые пункты — деревни Аринькино, Вяхирево и Канищево.

## Исторические сведения
На карте Тверской губернии 1850 года А. И. Менде и на специальной карте Европейской России 1871 года И. А. Стрельбицкого — Сябудово.
По сведениям 1859 года — деревня Храневского прихода Кобелевской волости Старицкого уезда Тверской губернии в 40 верстах от уездного города, на невысоком холме, с 7 дворами, 6 колодцами и 55 жителями (29 мужчин, 26 женщин).
В «Списке населённых мест» 1862 года Себудово — владельческая деревня 2-го стана Старицкого уезда по Волоколамскому тракту в город Тверь, при колодцах, с 7 дворами и 53 жителями (25 мужчин, 28 женщин).
В 1886 году — 12 дворов и 98 жителей (50 мужчин, 48 женщин).
В 1915 году насчитывалось 22 двора.
С 1929 года — населённый пункт в составе Лотошинского района Московской области.

## Население
| 1859 | 1886 | 2002 | 2006 | 2010 |
| ---- | ---- | ---- | ---- | ---- |
| 53   | ↗98  | ↘0   | ↗1   | ↗2   |